# Mimosa polycarpa
Mimosa polycarpa Kunth, 1819 è una specie di arbusto della famiglia delle Fabaceae, originaria del Sudamerica, con fusto spinoso, foglie picciolate, piccoli fiori rossi e frutti in baccelli con numerosi semi. Il suo nome comune è "caicobé" (dal guaranì, kaikove).
Al pari di Mimosa pudica possiede la capacità di rispondere a stimoli tattili o alle vibrazioni richiudendo le foglie su sé stesse (tigmotropismo).

## Distribuzione e habitat
La specie è presente in Argentina, Bolivia, Brasile, Colombia, Paraguay e Perù.

## Tassonomia
Sono note le seguenti varietà:
- Mimosa polycarpa var. polycarpa
- Mimosa polycarpa var. redundans Barneby
- Mimosa polycarpa var. spegazzinii (Pirotta) Burkart (sin. Mimosa spegazzinii Pirotta)[5]
- Mimosa polycarpa var. subandina Barneby